# له یوئن
له یوئِن (ویتنامی: Lê Duẩn; زاده ۷ آوریل ۱۹۰۷ – درگذشته ۱۰ ژوئیهٔ ۱۹۸۶) سیاست‌مدار کمونیست ویتنامی بود. او در اواخر دهه ۱۹۵۰ در سلسله مراتب حزبی ترقی کرد و در سومین کنگره ملی در ۱۹۶۰ دبیرکل کمیته مرکزی حزب کمونیست ویتنام شد. او سیاست رهبری هو شی مین دسته جمعی را از طریق رهبری دسته جمعی ادامه داد. یوئن از میانهٔ دهه ۱۹۶۰ که سلامت هو رو به وخامت گذاشت تا زمان مرگش در ۱۹۸۶، او تصمیم ساز ارشد در ویتنام بود.
وی همچنین برندهٔ جوایزی همچون جایزه صلح لنین شده‌است.